# Cleoporus taynguensis
Cleoporus taynguensis es un coleóptero de la familia Chrysomelidae.
Fue descrita científicamente en 1985 por Medvedev & Eroshkina.